# Далайнор
Далайнор (Хулунчи, Далайнур) (на китайски: 呼倫湖; на пинин: Hūlún Hú; на монголски: Далай нуур) е сладководно езеро в Северен Китай, в автономен регион Вътрешна Монголия. Площта му е 2339 km², средната дълбочина – 5,7 m, максималната – 9 m.
Езерото Далайнор е разположено в североизточната част на автономния регион Вътрешна Монголия в Китай, на платото Барга, на 539 m, на около 30 km от границата с Русия. Дължината му от североизток на югозапад е 90 km, ширината – до 27 km . Бреговете му са слабо разчленени, ниски и плоски. През последните 100 години езерото е увеличило площта си почти двойно, от 1100 km² в началото на 20-и век до 2339 km² в началото на 21-ви век. В западната му част се влива голямата река Керулен, а в източната – по-малката река Орчунгол, изтичаща от разположеното южно от него езеро Буирнур. Водосборният му басейн е от 120 до 150 хил. km². Североизточната му част е плитка, обрасла с тръстика и оттам само по време на лятното пълноводие изтича река Мътна, която след около 30 km се влива отляво в река Аргун (дясна съставяща на Амур). Бреговете му са почти безлюдни, а северно от него на река Мътна е разположен малкият град Джалайнор.